# Per Lucia
 "Per Lucia", Canção da Itália no Festival Eurovisão da Canção 1983.

"Per Lucia" (Para Lúcia) é a canção que representou a Itália no Festival Eurovisão da Canção 1983. Foi interpretada em italiano por Riccardo Fogli. O tema tinha letra de Riccardo Fogli e Vincenzo Spampinato; música e orquestração de Maurizio Fabrizio. 

A canção é uma balada, com Fogli cantando acerca das tarefas que ele tem de fazer para impressionar a sua amada chamada Lúcia. Ele refere que quer fazer uma festa por todo o país.

A canção italiana foi a quinta a ser interpretada na noite (a seguir à cantora sueca Carola Häggkvist com
Främling e antes da canção turca "Opera"  interpretado por  Çetin Alp e The Short Waves No final da votação, recebeu 41 pontos, classificando-se em 11.º lugar, entre 20 países participantes.